# Raggio (geometria)

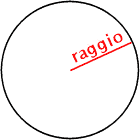
Raggio di un cerchio

Raggio (r) e diametro (d) di una sfera.

Secondo la definizione moderna della geometria, il raggio di un cerchio o di una sfera è un segmento di retta avente un estremo sulla circonferenza o superficie sferica e l'altro estremo nel centro della figura. Per estensione si definisce raggio di un cerchio o di una sfera anche la lunghezza di un tale segmento. Il raggio misura la metà del diametro.
Più generalmente — in geometria, ingegneria, teoria dei grafi, e in molti altri settori — il raggio di qualcosa (per esempio di un cilindro, di un grafo, o di un componente meccanico) è la distanza dei suoi punti più esterni dal centro o asse.
La definizione di raggio data per i cerchi e per le sfere si lascia estendere naturalmente al caso di iperspazi con più di tre dimensioni. Generalmente, un segmento che congiunge un punto di un'ipersfera al suo centro è un raggio dell'ipersfera.
In una spirale il raggio è una funzione dell'angolo. Tutte le circonferenze sono assimilabili a spirali con raggio costante.

## Formule per i cerchi

### Raggio dal diametro
Il raggio {\displaystyle R} di un cerchio avente diametro {\displaystyle d} è
{\displaystyle R={\frac {d}{2}}.}

### Raggio dalla circonferenza
Il raggio {\displaystyle R} di un cerchio avente circonferenza {\displaystyle C} è
{\displaystyle R={\frac {C}{2\pi }}.}

### Raggio del cerchio

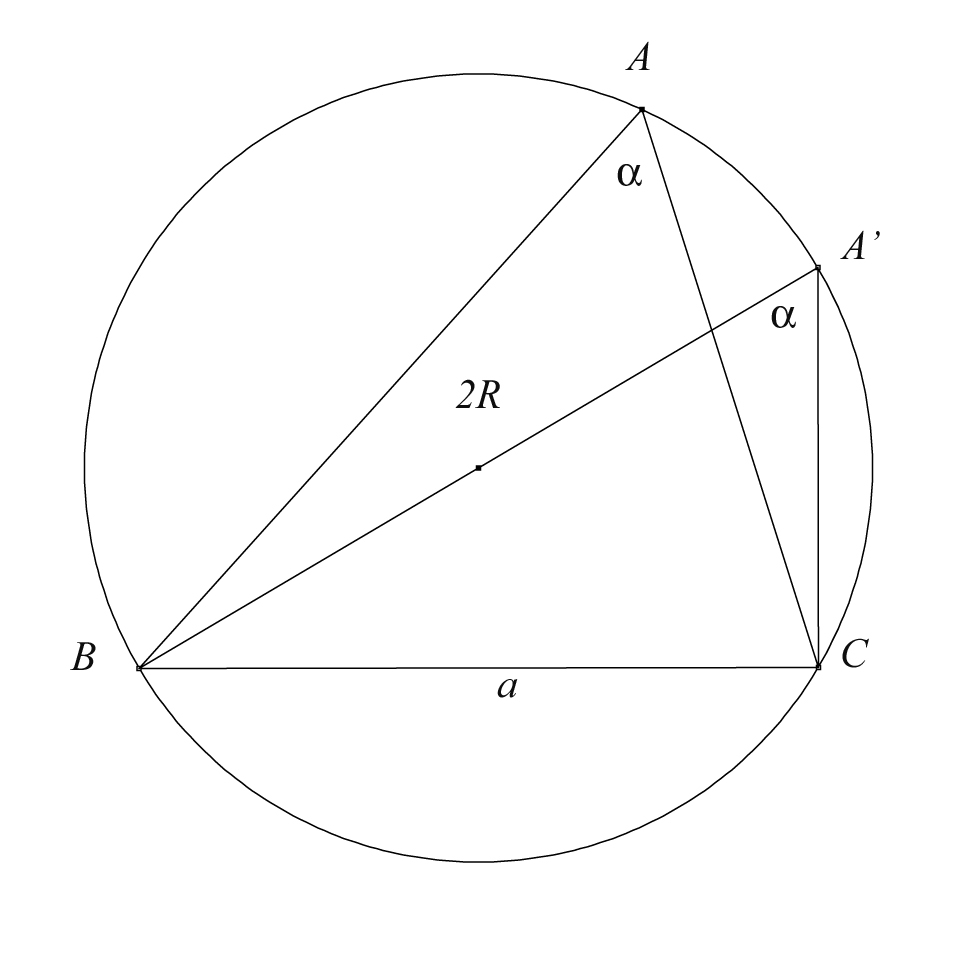

Il raggio {\displaystyle R} di un cerchio avente area {\displaystyle A} è
{\displaystyle R={\sqrt {\frac {A}{\pi }}}.}
Il raggio {\displaystyle R} della circonferenza che attraversa tre punti non collineari {\displaystyle P_{1},P_{2},P_{3}} è dato da
{\displaystyle R={\frac {|{\vec {OP_{1}}}-{\vec {OP_{3}}}|}{2\sin \theta }},}
dove {\displaystyle \theta } è l'angolo {\displaystyle \angle P_{1}P_{2}P_{3}.} La formula è calcolata utilizzando il teorema dei seni.
Con riferimento alla figura a destra, lo stesso raggio {\displaystyle R} può anche essere espresso nel modo seguente:
{\displaystyle R={\frac {a}{2\sin \alpha }},}
dove {\displaystyle a} indica la lunghezza del segmento di estremi {\displaystyle B} e {\displaystyle C,} mentre {\displaystyle \alpha } è l'angolo {\displaystyle \angle BAC.}
Pertanto, se consideriamo tre punti di coordinate {\displaystyle (x_{1},y_{1}),(x_{2},y_{2})} e {\displaystyle (x_{3},y_{3}),} il raggio della circonferenza che li attraversa è dato da:
{\displaystyle R={\frac {\sqrt {((x_{2}-x_{1})^{2}+(y_{2}-y_{1})^{2})((x_{2}-x_{3})^{2}+(y_{2}-y_{3})^{2})((x_{3}-x_{1})^{2}+(y_{3}-y_{1})^{2})}}{2|x_{1}y_{2}+x_{2}y_{3}+x_{3}y_{1}-x_{1}y_{3}-x_{2}y_{1}-x_{3}y_{2}|}}.}

## Raggio dell'ellisse

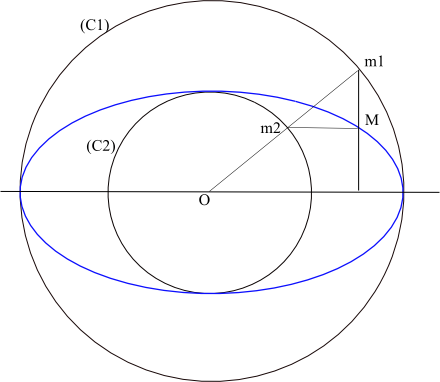

Il raggio medio {\displaystyle R} di un'ellisse è definito come il raggio di un cerchio di area (superficie) uguale a quella dell'ellisse.
È uguale alla radice quadrata del prodotto dei due semiassi dell'ellisse:
{\displaystyle R={\sqrt {ab}}=a{\sqrt[{4}]{1-e^{2}}}.}
Si definisce cerchio principale di un'ellisse, il cerchio con centro nel centro dell'ellisse e di raggio {\displaystyle a,} uguale al semiasse maggiore dell'ellisse.
Si definisce cerchio secondario di un'ellisse, il cerchio con centro nel centro dell'ellisse e di raggio {\displaystyle b,} uguale al semiasse minore dell'ellisse.

## Raggio del poligono
Il raggio di un poligono regolare è il segmento che unisce il centro a uno dei suoi vertici. Pertanto, la lunghezza di tale segmento è uguale al raggio della circonferenza circoscritta al poligono.
Il raggio {\displaystyle R} di un poligono di {\displaystyle n} lati di lunghezza {\displaystyle a_{n}} ciascuno, è dato da:
{\displaystyle R={\sqrt {\frac {(a_{n})^{2}}{2-2\cos(2\pi /n)}}}={\frac {a_{n}}{2\sin(\pi /n)}}.}
Il raggio in funzione della lunghezza dell'apotema {\displaystyle h}, è dato da:
{\displaystyle R={\frac {h}{\cos(\pi /n)}}.}
Raccogliendo tutte le costanti (nella prima delle due formule), si può scrivere che il raggio {\displaystyle R} del poligono è {\displaystyle R=R(a_{n},n)}, ed è dato da {\displaystyle R=r_{n}a_{n},} con {\displaystyle r_{n}=1/\left(2\sin {\frac {\pi }{n}}\right).}
Si arriva così alla tabella dei seguenti numeri fissi:
{\displaystyle {\begin{array}{r|ccr|c}n&r_{n}&&n&r_{n}\\\hline 2&0,50000000&&10&1,6180340-\\3&0,5773503-&&11&1,7747328-\\4&0,7071068-&&12&1,9318517-\\5&0,8506508+&&13&2,0892907+\\6&1,00000000&&14&2,2469796+\\7&1,1523824+&&15&2,4048672-\\8&1,3065630-&&16&2,5629154+\\9&1,4619022+&&17&2,7210956-\end{array}}}
che, noti la lunghezza e il numero di lati, permette di calcolare il raggio del poligono.

## Raggio di un ipercubo
Il raggio {\displaystyle R} di un ipercubo {\displaystyle d}-dimensionale e lato {\displaystyle a_{n}}, è:
{\displaystyle R={\frac {a_{n}}{2}}{\sqrt {d}}.}